# Nathan Guenin
Nathaniel Lawrence Guenin (né le 10 décembre 1982 à Sewickley dans l'État de Pennsylvanie aux États-Unis) est un joueur professionnel américain de hockey sur glace,.

## Carrière de joueur
Choix des Rangers de New York, il ne signa aucun contrat avec cette équipe. Après quatre années dans la NCAA, il signa un contrat professionnel avec les Flyers de Philadelphie.
Ce défenseur débuta alors avec le club-école des Flyers, les Phantoms de Philadelphie de la Ligue américaine de hockey lors de la saison 2006-2007. Il joua aussi ses premières parties avec le grand club lors de cette saison.
Le 2 juillet 2010, il signe un contrat en tant qu'agent libre avec les Blue Jackets de Columbus.
Le 5 janvier 2011, il est échangé aux Ducks d'Anaheim en retour de l'ailier gauche Trevor Smith.

## Statistiques
| Saison     | Équipe                            | Ligue      |     | Saison régulière | Saison régulière | Saison régulière | Saison régulière | Saison régulière |   | Séries éliminatoires | Séries éliminatoires | Séries éliminatoires | Séries éliminatoires | Séries éliminatoires |
| Saison     | Équipe                            | Ligue      | PJ  | B                | A                | Pts              | Pun              | PJ               | B | A                    | Pts                  | Pun                  |                      |                      |
| 1999-2000  | Hornets de Pittsburgh             | AAHA       | 40  | 3                | 10               | 13               | 122              | -                | - | -                    | -                    | -                    |                      |                      |
| 2000-2001  | Gamblers de Green Bay             | USHL       | 54  | 2                | 11               | 13               | 70               | 4                | 1 | 1                    | 2                    | 6                    |                      |                      |
| 2001-2002  | Gamblers de Green Bay             | USHL       | 56  | 4                | 11               | 15               | 150              | 7                | 3 | 3                    | 6                    | 10                   |                      |                      |
| 2002-2003  | Buckeyes d'Ohio State             | NCAA       | 42  | 2                | 9                | 11               | 75               | -                | - | -                    | -                    | -                    |                      |                      |
| 2003-2004  | Buckeyes d'Ohio State             | NCAA       | 29  | 2                | 15               | 17               | 92               | -                | - | -                    | -                    | -                    |                      |                      |
| 2004-2005  | Buckeyes d'Ohio State             | NCAA       | 41  | 2                | 12               | 14               | 136              | -                | - | -                    | -                    | -                    |                      |                      |
| 2005-2006  | Buckeyes d'Ohio State             | NCAA       | 39  | 0                | 11               | 11               | 87               | -                | - | -                    | -                    | -                    |                      |                      |
| 2006-2007  | Phantoms de Philadelphie          | LAH        | 68  | 3                | 9                | 12               | 92               | -                | - | -                    | -                    | -                    |                      |                      |
| 2006-2007  | Flyers de Philadelphie            | LNH        | 9   | 0                | 2                | 2                | 4                | -                | - | -                    | -                    | -                    |                      |                      |
| 2007-2008  | Phantoms de Philadelphie          | LAH        | 77  | 4                | 13               | 17               | 146              | 12               | 0 | 1                    | 1                    | 18                   |                      |                      |
| 2007-2008  | Flyers de Philadelphie            | LNH        | 2   | 0                | 0                | 0                | 2                | -                | - | -                    | -                    | -                    |                      |                      |
| 2008-2009  | Phantoms de Philadelphie          | LAH        | 62  | 0                | 14               | 14               | 95               | 4                | 0 | 0                    | 0                    | 10                   |                      |                      |
| 2008-2009  | Flyers de Philadelphie            | LNH        | 1   | 0                | 0                | 0                | 0                | -                | - | -                    | -                    | -                    |                      |                      |
| 2009-2010  | Penguins de Wilkes-Barre/Scranton | LAH        | 41  | 3                | 2                | 5                | 63               | -                | - | -                    | -                    | -                    |                      |                      |
| 2009-2010  | Penguins de Pittsburgh            | LNH        | 2   | 0                | 0                | 0                | 0                | -                | - | -                    | -                    | -                    |                      |                      |
| 2009-2010  | Rivermen de Peoria                | LAH        | 27  | 2                | 11               | 13               | 35               | -                | - | -                    | -                    | -                    |                      |                      |
| 2010-2011  | Falcons de Springfield            | LAH        | 30  | 0                | 5                | 5                | 21               | -                | - | -                    | -                    | -                    |                      |                      |
| 2010-2011  | Blue Jackets de Columbus          | LNH        | 3   | 0                | 0                | 0                | 2                | -                | - | -                    | -                    | -                    |                      |                      |
| 2010-2011  | Crunch de Syracuse                | LAH        | 43  | 2                | 10               | 12               | 44               | -                | - | -                    | -                    | -                    |                      |                      |
| 2011-2012  | Ducks d'Anaheim                   | LNH        | 15  | 2                | 0                | 2                | 6                | -                | - | -                    | -                    | -                    |                      |                      |
| 2011-2012  | Crunch de Syracuse                | LAH        | 27  | 0                | 5                | 5                | 16               | 4                | 0 | 0                    | 0                    | 14                   |                      |                      |
| 2012-2013  | Admirals de Norfolk               | LAH        | 66  | 4                | 20               | 24               | 38               | -                | - | -                    | -                    | -                    |                      |                      |
| 2013-2014  | Avalanche du Colorado             | LNH        | 68  | 1                | 8                | 9                | 46               | 7                | 0 | 1                    | 1                    | 4                    |                      |                      |
| 2014-2015  | Avalanche du Colorado             | LNH        | 76  | 2                | 13               | 15               | 32               | -                | - | -                    | -                    | -                    |                      |                      |
| 2015-2016  | Avalanche du Colorado             | LNH        | 29  | 0                | 0                | 0                | 2                | -                | - | -                    | -                    | -                    |                      |                      |
| 2015-2016  | Rampage de San Antonio            | LAH        | 24  | 2                | 9                | 11               | 14               | -                | - | -                    | -                    | -                    |                      |                      |
| 2016-2017  | Gulls de San Diego                | LAH        | 56  | 2                | 10               | 12               | 28               | 10               | 1 | 1                    | 2                    | 0                    |                      |                      |
| Totaux LNH | Totaux LNH                        | Totaux LNH | 205 | 5                | 23               | 28               | 94               | 7                | 0 | 1                    | 1                    | 4                    |                      |                      |

## Trophées et honneurs personnels
- United States Hockey League
  - 2001 : nommé dans l'équipe d'étoiles des recrues
- Central Collegiate Hockey Association
  - 2005 : nommé dans la 2e équipe d'étoiles

## Transactions en carrière
- 16 août 2006 : signe un contrat comme agent libre avec les Flyers de Philadelphie.
- 2 juillet 2010 : signe un contrat comme agent libre avec les Blue Jacks de Columbus